# Боб Пастор
Боб Пастор (англ. Bob Pastor), при народженні Роберт І. Пастернак (англ. Robert E. Pasternak); 26 січня 1914 — 26 січня 1996) — американський професійний боксер.

## Професіональна кар'єра
Свою професійну кар'єру розпочав 26 січня 1935 року, у свій 21-й день народження.
29 січня 1937 року вперше зустрівся з Джо Луїсом. Пастор витримав дистанцію в десять раундів, програвши одностайним рішенням суддів.
5 серпня 1938 року бився з ексчемпіоном світу в напівважкій вазі Максі Розенблюмом. Поєдинок завершився нічиєю.
20 вересня 1939 року знову провів бій проти Джо Луїса, який до того часу завоював титул чемпіона світу у важкій вазі. Пастор чотири рази опинився в нокдауні в першому раунді та один раз в другому раунді, перш ніж поступитися чемпіону нокаутом за 38 секунд до закінчення одинадцятого раунду. Бій отримав статус бою 1939 року за версією журналу «Ринг».
6 вересня 1940 року зустрівся в бою з Біллі Конном, чемпіоном світу в напівважкій вазі. Пастор програв технічним нокаутом в тринадцятому раунді.
7 листопада 1941 року переміг до того непереможного проспекта Букера Беквіта.
30 січня 1942 року переміг майбутнього чемпіона світу в напівважкій вазі Гаса Лесневича.